# Auguste Franchomme
Auguste-Joseph Franchomme (Lilla, 10 aprile 1808 – Parigi, 21 gennaio 1884) è stato un compositore e violoncellista francese.

## Biografia

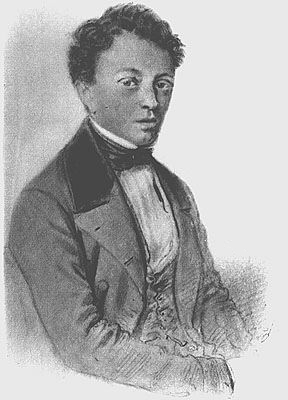
Auguste-Joseph Franchomme

Nato a Lille Franchomme studiò al conservatorio locale con M. Mas e Pierre Baumann prima di proseguire la sua formazione con Jean-Henri Levasseur e Louis-Pierre Norblin al conservatorio di Parigi ove vinse il suo primo premio dopo appena un anno.
Ad eccezione di un viaggio in Inghilterra nel 1856 Franchomme raramente si allontanò da Parigi ove divenne una figura centrale della vita musicale. Nel 1843 acquistò lo Stradivari Duport dal figlio di Jean-Louis Duport per 22.000 franchi francesi. Possedette anche lo Stradivari De Munck del 1730. Succedette a Norblin come professore di violoncello al conservatorio di Parigi nel 1846 e la sua classe comprendeva Jules Delsart, Louis Hegyesi e Ernest Gillet.
Fu amico e collaboratore di Fryderyk Chopin, il quale gli dedicò la Sonata in Sol minore per violoncello e pianoforte op. 65, ultima composizione di cui il musicista polacco curò personalmente la pubblicazione.
Come compositore Franchomme pubblicò cinquantacinque lavori per violoncello e altri lavori con accompagnamento per piano, orchestra o strumenti da camera.
Per i suoi contributi musicali gli venne conferito il titolo di cavaliere della Legion d'onore nel 1884.